# Rosa Chacha
Rosa Alba Chacha Chacha (Ambato, 8 dicembre 1982) è una maratoneta e mezzofondista ecuadoriana.

## Biografia
Chacha debutta internazionalmente nel 2004 a Barquisimeto, conquistando una medaglia d'oro ai Campionati sudamericani under 23. Nel corso della sua carriera è passata dalle gare di fondo alle maratone con cui ha preso parte ai Giochi panamericani, ai Mondiali e a due edizioni dei Giochi olimpici, a Londra 2012 e di Rio de Janeiro 2016

## Palmarès
| Anno | Manifestazione              | Sede           | Evento         | Risultato | Prestazione | Note                          |
| ---- | --------------------------- | -------------- | -------------- | --------- | ----------- | ----------------------------- |
| 2004 | Campionati sudamericani U23 | Barquisimeto   | 10000 m piani  | Oro       | 36'23"73    |                               |
| 2005 | Campionati sudamericani     | Cali           | 5000 m piani   | dnf       | dnf         |                               |
| 2005 | Giochi boliviariani         | Armenia        | 5000 m piani   | Bronzo    | 17'48"63    |                               |
| 2009 | Giochi dell'ALBA            | L'Avana        | 10000 m piani  | Bronzo    | 35'58"8     |                               |
| 2009 | Campionati sudamericani     | Lima           | 5000 m piani   | Bronzo    | 16'17"75    |                               |
| 2009 | Campionati sudamericani     | Lima           | 10000 m piani  | 4ª        | 34'51"14    |                               |
| 2009 | Giochi bolivariani          | Sucre          | 5000 m piani   | Bronzo    | 18'32"04    |                               |
| 2009 | Giochi bolivariani          | Sucre          | 10000 m piani  | Argento   | 36'54"21    |                               |
| 2010 | Campionati ibero-americani  | San Fernando   | 5000 m piani   | 8ª        | 16'39"16    |                               |
| 2011 | Giochi dell'ALBA            | Barquisimeto   | 10000 m piani  | Argento   | 35'37"64    |                               |
| 2011 | Giochi panamericani         | Guadalajara    | Maratona       | 8ª        | 2h48'40"    |                               |
| 2012 | Giochi olimpici             | Londra         | Maratona       | 80ª       | 2h40'57"    |                               |
| 2013 | Mondiali                    | Mosca          | Maratona       | dns       | dns         |                               |
| 2015 | Giochi panamericani         | Toronto        | Maratona       | 6ª        | 2h42'47"    |                               |
| 2016 | Giochi olimpici             | Rio de Janeiro | Maratona       | 100ª      | 2h48'52"    |                               |
| 2017 | Mondiali                    | Londra         | Maratona       | 32ª       | 2h37'50"    |                               |
| 2017 | Giochi bolivariani          | Santa Marta    | Mezza maratona | 4ª        | 1h17'52"    |                               |
| 2018 | Mondiali di mezza maratona  | Valencia       | Individuale    | 56ª       | 1h14'19"    |                               |
| 2019 | Giochi panamericani         | Lima           | Maratona       | 4ª        | 2:32:45     | Miglior prestazione personale |
| 2019 | Mondiali                    | Doha           | Maratona       | dnf       | dnf         |                               |
| 2021 | Giochi olimpici             | Tokyo          | Maratona       | 41ª       | 2h36'44"    |                               |
| 2022 | Mondiali                    | Eugene         | Maratona       | dnf       | dnf         |                               |
| 2022 | Giochi sudamericani         | Asunción       | Maratona       | Oro       | 2h34'26"    | Record dei Giochi             |
| 2023 | Mondiali                    | Budapest       | Maratona       | 51ª       | 2h42'00"    |                               |
| 2023 | Giochi panamericani         | Santiago       | Maratona       | 5ª        | 2h31'01"    |                               |
| 2024 | Giochi olimpici             | Parigi         | Maratona       | 73ª       | 2h42'14"    |                               |

## Altre competizioni internazionali
2010
- ai Campionati ibero-americani di maratona ( Buenos Aires) - 2h37'17"

2013
- alla Maratona di Buenos Aires ( Buenos Aires) - 2h42'03"
- ai Campionati sudamericani di maratona ( Buenos Aires) - 2h42'57"

2014
- alla Mezza maratona di Panama City ( Panama) - 1h17'57"
- ai Campionati sudamericani di mezza maratona ( Asunción) - 1h19'47"